# Grusel, Grauen, Gänsehaut
Grusel, Grauen, Gänsehaut (orig. Are You Afraid of the Dark?) ist eine kanadische Fernsehserie von Nickelodeon. Nachdem die Serie 1996 nach der fünften Staffel abgesetzt worden war, folgten ab 1999 zwei weitere Staffeln mit neuer Besetzung. Am 11. Oktober 2019 wurde sie als Miniserie fortgesetzt.

## Inhalt
Die Rahmenhandlung zeigt eine Gruppe Jugendlicher –  die Mitternachtsgesellschaft –, die sich an einem Lagerfeuer im Wald Gruselgeschichten erzählt. Diese handeln unter anderem von Vampiren, verzauberten Häusern und Gegenständen, Flüchen oder vergessenen Schätzen und haben häufig einen moralisierenden Hintergrund. Protagonisten sind durchweg Kinder und Jugendliche. Einige Figuren wie Dr. Vink oder der Besitzer des Zaubereigeschäftes Mr. Sardo tauchen mehrfach auf.

## Veröffentlichung
Die deutsche Erstausstrahlung erfolgte ab 29. Juli 1996 auf dem Bezahlfernsehsender Clubhouse und wechselte am 18. Juli 2002 mit der fünften Staffel zu Junior. Von 1997 bis 1998 zeigte Nick die Serie erstmals im Free-TV.
Die vollständige Serie erschien in Kanada auf DVD, in den USA aus rechtlichen Gründen jedoch nur Staffel 6 und 7. In Deutschland hat Pidax Film vom 18. November 2016 bis 21. April 2017 die ersten drei Staffeln veröffentlicht.

## Gastauftritte
In Folge 8 der zweiten Staffel hat Melissa Joan Hart, zuvor bekannt aus Nickelodeons Clarissa, eine Hauptrolle. Ebenso war Folge 2 in Staffel 5 das Filmdebüt von Ryan Gosling.